# Linn Torp
Pour les articles homonymes, voir Torp.
Linn Torp née le 22 avril 1977 à Lørenskog, est une coureuse cycliste norvégienne.

## Palmarès sur route
- 1996
  -  Championne de Norvège du contre-la-montre par équipes
- 1999
  -  Championne de Norvège du contre-la-montre par équipes
- 2001
  - 3e du championnat de Norvège sur route
- 2003
  -  Championne de Norvège du contre-la-montre par équipes
  - 2e du championnat de Norvège sur route
  - 2e du championnat de Norvège du contre-la-montre
- 2004
  -  Championne de Norvège du contre-la-montre par équipes
  - 2e du championnat de Norvège sur route
  - 2e de Roden
  - 53e de la course en ligne des Jeux olympiques à Atlanta
- 2005
  - 2e du championnat de Norvège sur route
- 2006
  -  Championne de Norvège sur route
- 2008
  - 2e du championnat de Norvège sur route

## Palmarès sur piste

### Championnats nationaux
- 2002
  -  Championne de poursuite
  -  Championne du 500 métres
- 2003
  -  Championne de poursuite
  -  Championne du 500 métres
- 2004
  -  Championne de poursuite
  -  Championne du 500 métres